# 日中友好庭園

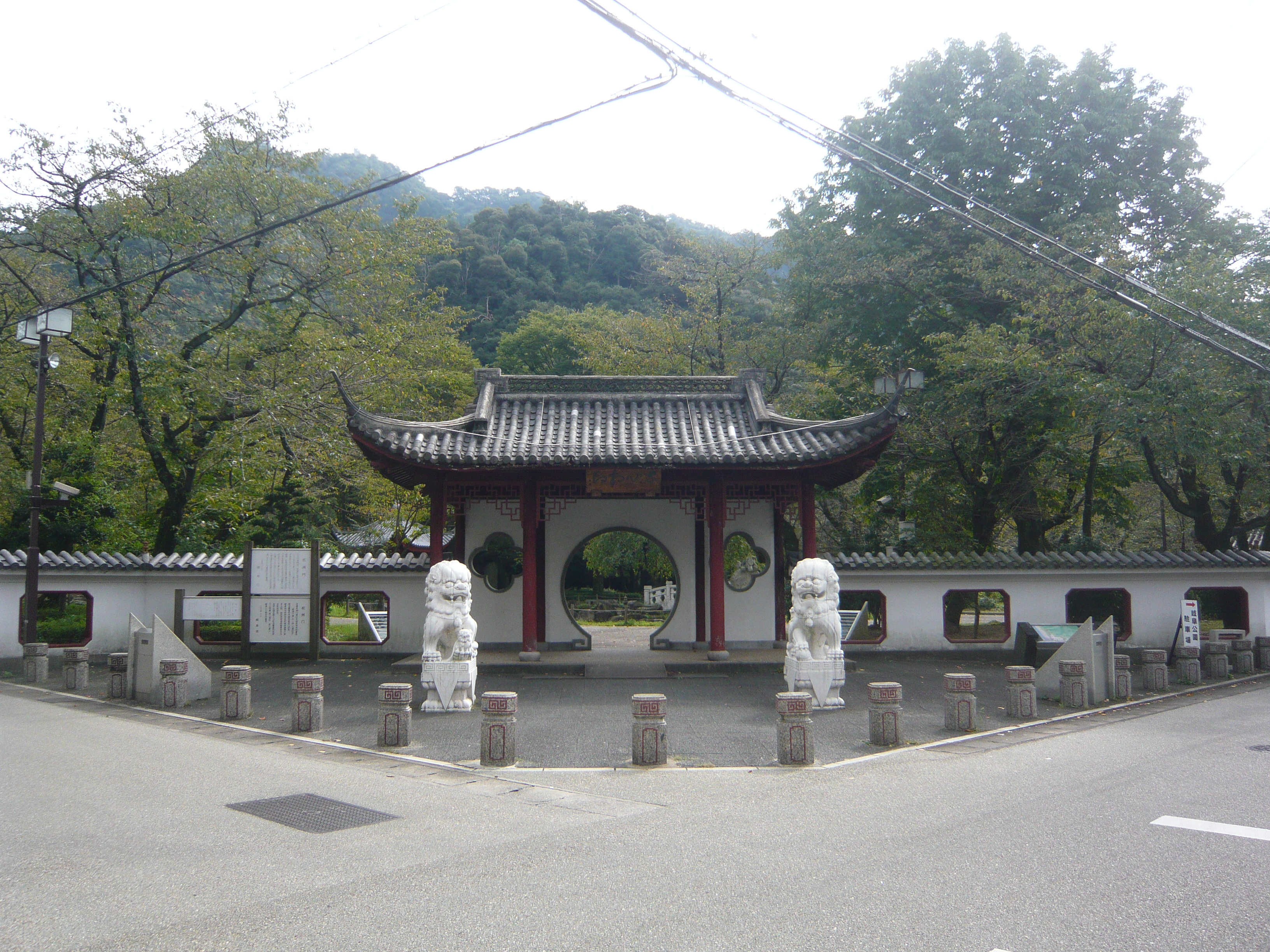
日中友好庭園の杭州門

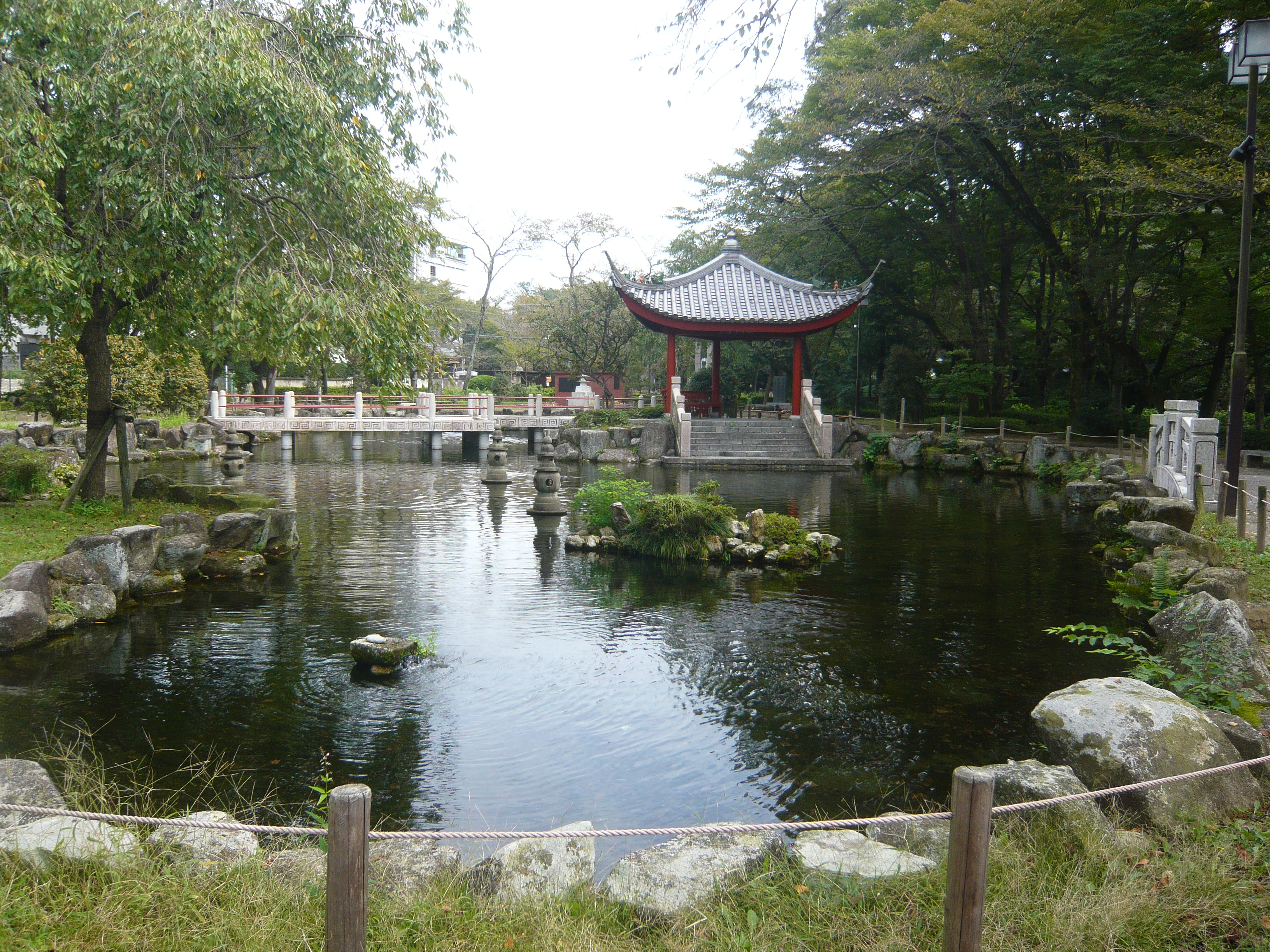
日中友好庭園内の西湖を模して作られた池

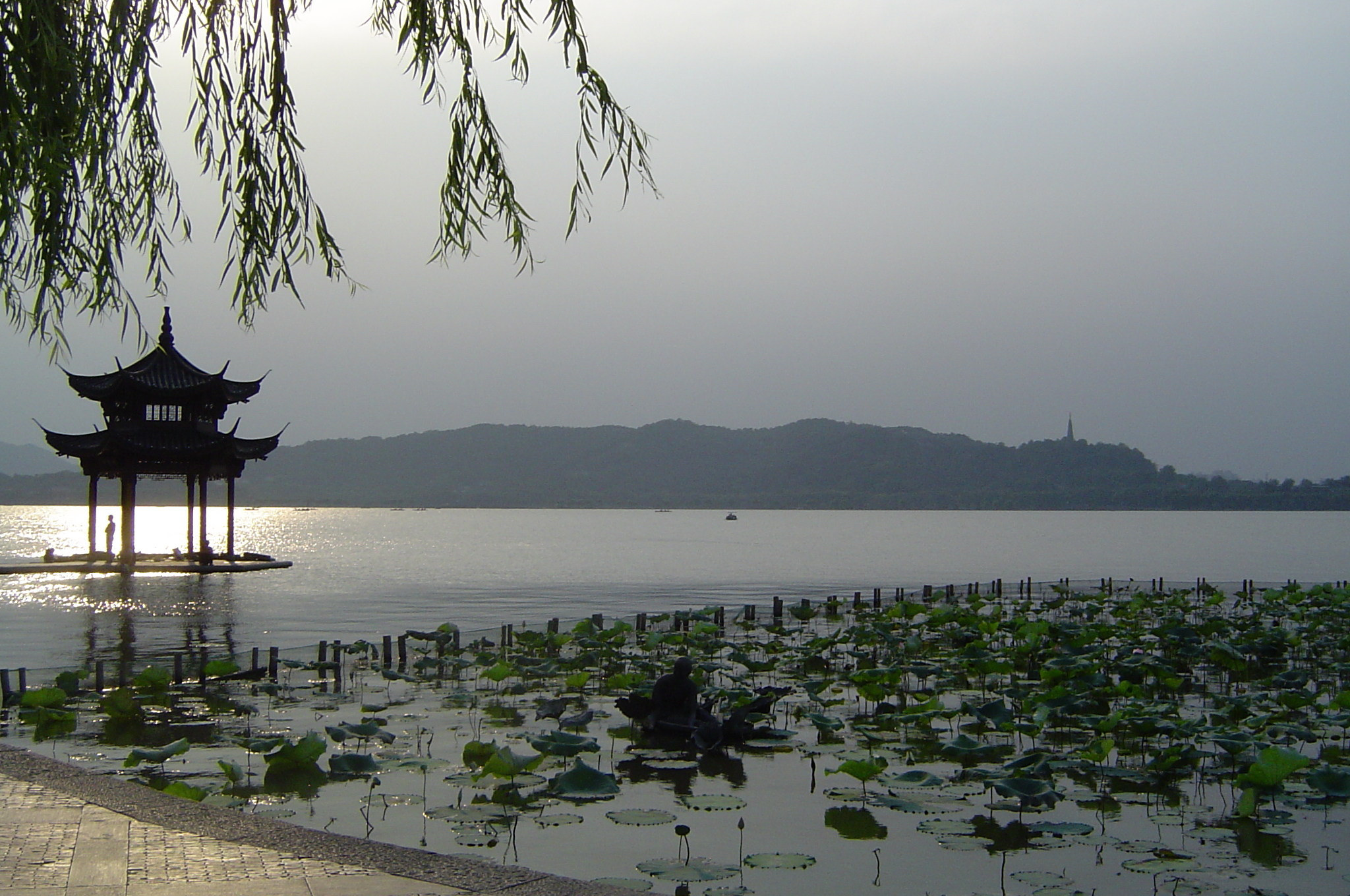
モデルとなった杭州市の西湖

日中友好庭園（にっちゅうゆうこうていえん）は、岐阜県岐阜市にある庭園である。岐阜公園の施設の一部で岐阜公園北部に位置する。
1989年（平成元年）に、岐阜市と中華人民共和国 杭州市の友好都市提携10周年を記念して作られた庭園で、中国情緒溢れるデザインの門や土塀、庭園、杭州市の名所である西湖（せいこ）を模して作られた池などがある。
この公園が出来る以前は「新公園」という名称であった。

## 岐阜市と杭州市
1972年の日中国交正常化の10年前（1962年）に、当時の岐阜市長松尾吾策の揮毫「日中不再戦」と杭州市長王子達の揮毫「中日両人民世世代代友好下去」の碑文が交換された。この碑文は、翌年1963年に岐阜市はこの日中友好庭園に、杭州市は柳浪聞鶯公園に建立された。その後、1979年2月21日に両市間で友好都市締結された。

## 桜
岐阜公園北部からこの日中友好庭園、岐阜護国神社までへと続く約1 kmの区間は桜の名所である。シーズン後半には、庭園内の池に桜の花びらが舞い落ち一面を覆い尽くす景色を見ることができる。

## アクセス
- JR岐阜駅または名鉄岐阜駅からバス15分「岐阜公園歴史博物館前」下車、徒歩1分。
- 「岐阜バス長良・さぎ山まわり」「高富」行などの長良橋経由路線付近に2か所、市営の駐車場があり、有料で利用できる。

## 参考画像

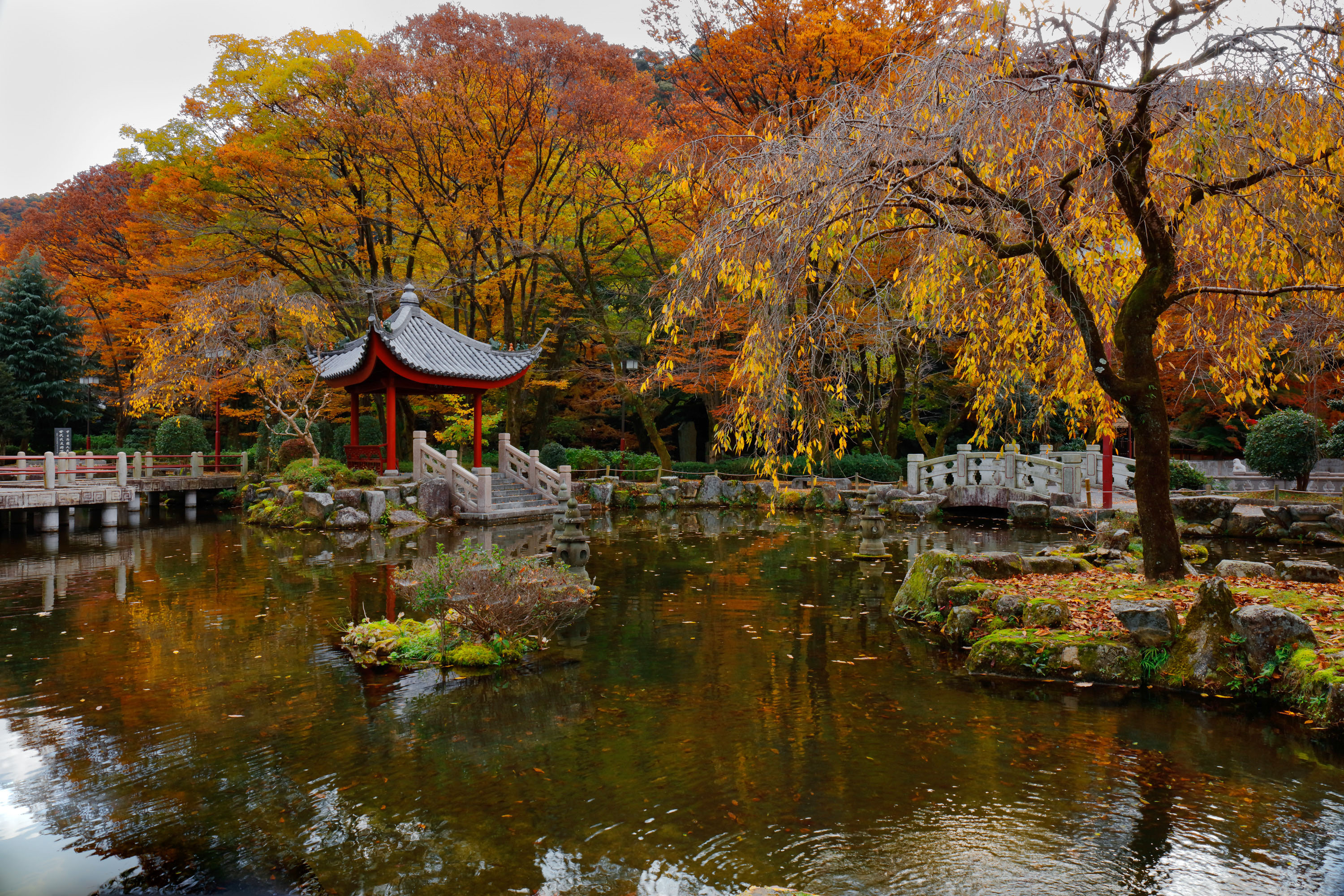
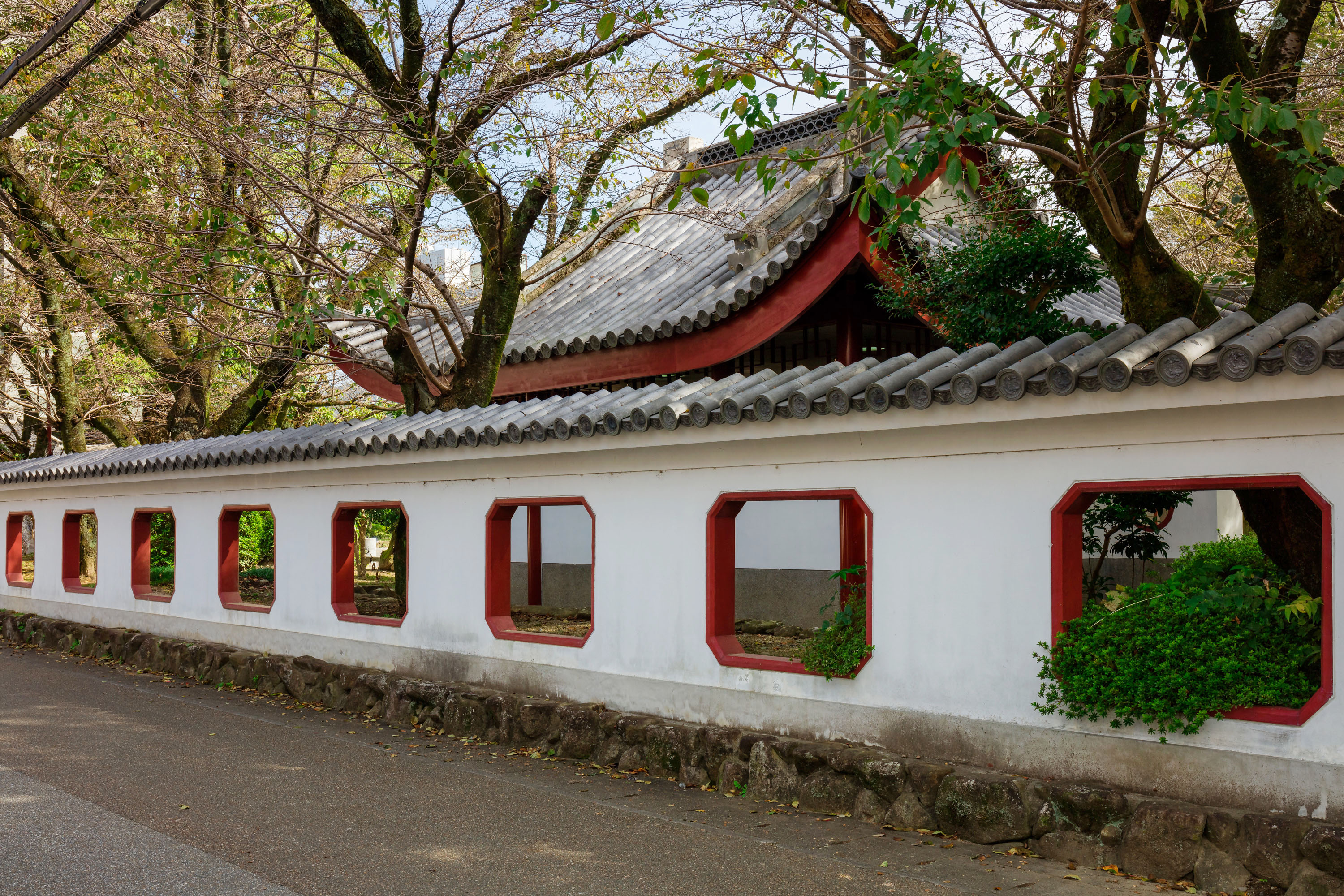
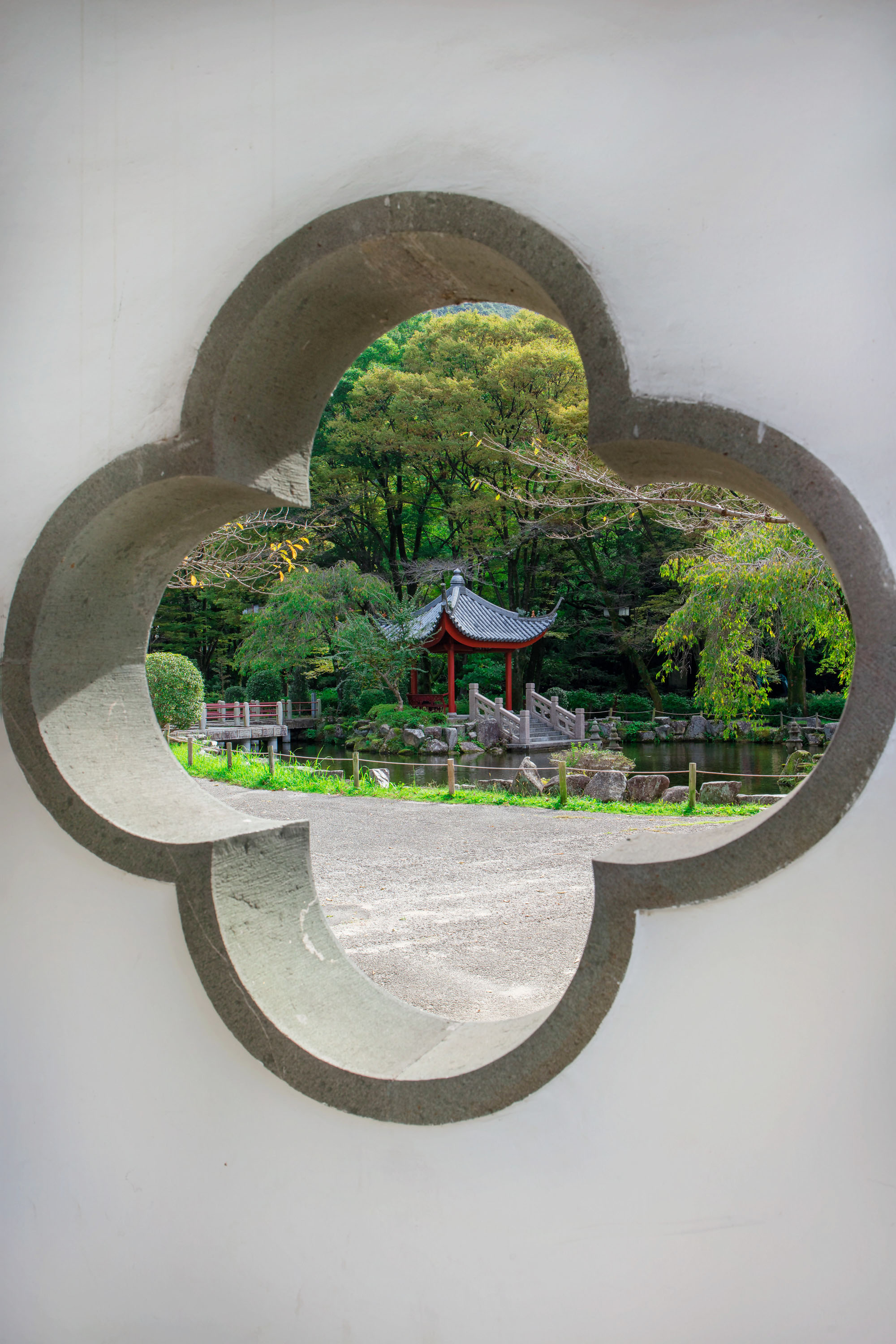

## 周辺
- 岐阜公園
- 岐阜城
- 川原町
- 岐阜大仏 | 正法寺
- 常在寺
- 妙照寺